# تصفيات كأس العالم 2022 – أوروبا المرحلة الثانية
سيتنافس اثني عشر فريقًا من قسم الاتحاد الأوروبي لكرة القدم في المرحلة الثانية من تصفيات كأس العالم 2022. ستحدد المباريات الفاصلة هوية أخر ثلاث منتخبات أوروبية مشاركة رفقة متصدري المجموعات في كأس العالم 2022. سيشارك الوُصَفاء العشرة من مجموعات المرحلة الأولى في المباريات الفاصلة، جنبًا إلى جنب مع المُتَصَدرين من مجموعات دوري الأمم الأوروبية 2020–21. قُسمت الفرق إلى ثلاثة مسارات، كل منها يحتوي على أربعة فرق، حيث يتكون كل مسار فاصل من نصف نهائي من مباراة واحدة ونهائي من مباراة واحدة. ستُقام المباريات التسع في مارس ويونيو 2022.

## الجدولة
ستُقام مباريات نصف النهائي في 24 مارس، ومبارتان نهائيتان يوم 29 مارس 2022. أُجلت مباراة نصف النهائي الثاني والمباراة النهائية من المسار الأول إلى يونيو 2022، بسبب الغزو الروسي لأوكرانيا.
الأوقات بتوقيت وسط أوروبا/بتوقيت وسط أوروبا الصيفي، كما هو مذكور من قبل الاتحاد الأوروبي لكرة القدم (إذا كانت الأوقات المحلية مختلفة، تكون بين قوسين).

## النظام
وافقت اللجنة التنفيذية للاتحاد الأوروبي لكرة القدم على نظام التصفيات خلال اجتماعهم في نيون، سويسرا في 4 ديسمبر 2019.
ستعتمد المباريات الفاصلة جزئيًا على نتائج دوري الأمم الأوروبية 2020–21، وبدرجة أقل على المباريات الفاصلة من تصفيات بطولة أمم أوروبا 2020.
خلافًا للنسخ السابقة، لن يتم لعب المباريات الفاصلة على مباراتين. بدلاً من ذلك، قُسمت الفرق الإثني عشر إلى ثلاثة مسارات فاصلة، كل منها يحتوي على أربعة فرق. سيشمل كل مسار فاصل مباراتين نصف نهائي من مباراة واحدة في 24 مارس، والنهائي من مباراة واحدة في 29 مارس 2022. سيتأهل الفائز بالمباراة النهائية من كل مسار فاصل إلى كأس العالم 2022 في قطر. سيستضيف أفضل ستة وصيفين في مرحلة المجموعات الدور نصف النهائي، في حين تم تحديد مُحتضن المباراة النهائية بالقرعة.
ستلعب المباريات الفاصلة بنظام خروج المغلوب من مباراة واحدة. إذا انتهت أي مباراة في وقتها الأصلي بالتعادل، يتم اللجوء إلى وقت إضافي، حيث يُسمح لكل فريق بإجراء تبديل سادس. في حال استمرار النتيجة متعادلة، فسيتم التوجه إلى ركلات الجزاء الترجيحية لتحديد الفائز. سيتم استخدام تقنية التحكيم بمساعدة الفيديو في جميع أطوار التصفيات المؤهلة لكأس العالم، بعد موافقة اللجنة التنفيذية للاتحاد الأوروبي لكرة القدم في ديسمبر 2019.

## المنتخبات المتأهلة
تأهل اثنا عشر فريقًا إلى المرحلة الثانية. بخلاف النسخ السابقة، لم يتم تحديد نتائج الجولة الأولى فقط لجميع المشاركين. تم تخصيص اثنين من المقاعد الإثني عشر للفائزين في دوري الأمم الأوروبية 2020–21.

### الفرق صاحبة المركز الثاني
تقدم الوُصَفاء العشرة من الدور الأول إلى الأدوار الفاصلة. بناءً على نتائج مرحلة المجموعات المؤهلة، تم تصنيف أفضل ستة منتخبات في التصنيف، بينما كانت الفرق الأربعة الأخيرة غير مصنفة في قرعة نصف النهائي.

| Seed | مج      | الفريق   | لعب | ف | ت | خ | أ.له | أ.ع | أ.ف | نقاط | التصنيف                      |
| ---- | ------- | -------- | --- | - | - | - | ---- | --- | --- | ---- | ---------------------------- |
| 1    | الأولى  | البرتغال | 8   | 5 | 2 | 1 | 17   | 6   | +11 | 17   | مصنف في قرعة نصف النهائي     |
| 2    | السادسة | إسكتلندا | 8   | 5 | 2 | 1 | 14   | 7   | +7  | 17   | مصنف في قرعة نصف النهائي     |
| 3    | الثالثة | إيطاليا  | 8   | 4 | 4 | 0 | 13   | 2   | +11 | 16   | مصنف في قرعة نصف النهائي     |
| 4    | الثامنة | روسيا    | 8   | 5 | 1 | 2 | 14   | 5   | +9  | 16   | مصنف في قرعة نصف النهائي     |
| 5    | الثانية | السويد   | 8   | 5 | 0 | 3 | 12   | 6   | +6  | 15   | مصنف في قرعة نصف النهائي     |
| 6    | الخامسة | ويلز     | 8   | 4 | 3 | 1 | 14   | 9   | +5  | 15   | مصنف في قرعة نصف النهائي     |
| 7    | السابعة | تركيا    | 8   | 4 | 3 | 1 | 18   | 16  | +2  | 15   | غير مصنف في قرعة نصف النهائي |
| 8    | التاسعة | بولندا   | 8   | 4 | 2 | 2 | 18   | 10  | +8  | 14   | غير مصنف في قرعة نصف النهائي |
| 9    | العاشرة | مقدونيا  | 8   | 3 | 3 | 2 | 14   | 11  | +3  | 12   | غير مصنف في قرعة نصف النهائي |
| 10   | الرابعة | أوكرانيا | 8   | 2 | 6 | 0 | 11   | 8   | +3  | 12   | غير مصنف في قرعة نصف النهائي |

### الفائزون بمجموعة دوري الأمم (أفضل متأهِلَيْن)
تأهل أفضل فريقين فائزين بمجموعة دوري الأمم واللذان أنهيا مجموعتهما من المرحلة الأولى خارج المركزين الأول والثاني، إلى الأدوار الفاصلة، وقد كانا ضمن الفرق غير المصنفة في قرعة نصف النهائي.

| د.أ.أ | الترتيب | متصدرين مجموعة دوري الأمم | المجموعة المؤهلة |
| ----- | ------- | ------------------------- | ---------------- |
| أ     | 1       | فرنسا &                   | الرابعة          |
| أ     | 2       | إسبانيا &                 | الثانية          |
| أ     | 3       | إيطاليا                   | الثالثة          |
| أ     | 4       | بلجيكا &                  | الخامسة          |
| ب     | 17      | ويلز                      | الخامسة          |
| ب     | 18      | النمسا                    | السادسة          |
| ب     | 19      | جمهورية التشيك            | الخامسة          |
| ب     | 20      | المجر                     | التاسعة          |
| ج     | 33      | سلوفينيا                  | الثامنة          |
| ج     | 34      | الجبل الأسود              | السابعة          |
| ج     | 35      | ألبانيا                   | التاسعة          |
| ج     | 36      | أرمينيا                   | العاشرة          |
| د     | 49      | جبل طارق                  | السابعة          |
| د     | 50      | جزر فارو                  | السادسة          |

مفتاح
- &  تأهل الفريق مباشرة لكأس العالم كفائز بالمجموعة المؤهلة
- تقدم الفريق إلى الأدوار الفاصلة باعتباره وصيف المجموعة المؤهلة
- الفريق (بالخط الغليظ) تقدم إلى الأدوار الفاصلة كواحد من أفضل اثنين من الفائزين بمجموعة دوري الأمم واللذان أنهيا مجموعتهما من المرحلة الأولى خارج المركزين الأول والثاني

## القرعة
بعد نهاية من المرحلة الأولى من التصفيات الأوروبية، تم سحب الفرق الإثني عشر التي تأهلت إلى المرحلة الثانية إلى ثلاثة مسارات من أربعة فرق في 26 نوفمبر 2021 على الساعة 17:00 بتوقيت وسط أوروبا، في زيورخ، سويسرا. طُبقت الإجراءات التالية في السحب:
- تم توزيع المنتخبات الست المصنفة على الدور نصف النهائي من 1 إلى 6 لتكون الفرق المضيفة في ترتيب القرعة.
- تم توزيع الفرق الستة غير المصنفة على الدور نصف النهائي من 1 إلى 6 لتكون الفرق الضيفة في ترتيب القرعة.
- تم تشكيل المسار الأوة ل من الدور نصف النهائي 1 و 2، مع تأهل الفائزين في كل من الدور نصف النهائي إلى النهائي الأول.
- تم تشكيل المسار الثاني من الدور نصف النهائي 3 و 4، مع تأهل الفائزين في كل من الدور نصف النهائي إلى النهائي الثاني.
- تم تشكيل المسار الثالث من الدور نصف النهائي 5 و 6، مع تأهل الفائزين في كل من الدور نصف النهائي إلى النهائي الثالث.
- تم تحديد المتأهلين من نصف النهائي الذين يستضيفون النهائي الأول والثاني والثالث بالقرعة.

| الفريق   | الرتبة |
| -------- | ------ |
| البرتغال | 1      |
| إسكتلندا | 2      |
| إيطاليا  | 3      |
| روسيا    | 4      |
| السويد   | 5      |
| ويلز     | 6      |

| الفريق         | الرتبة |
| -------------- | ------ |
| تركيا          | 7      |
| بولندا         | 8      |
| مقدونيا        | 9      |
| أوكرانيا       | 10     |
| النمسا         | د.أ–18 |
| جمهورية التشيك | د.أ–19 |

## تأثير الغزو الروسي لأوكرانيا
تأثر المساران الأول والثاني من الغزو الروسي لأوكرانيا 2022، والذي بدأ يوم 24 فبراير، قبل شهر من مباريات نصف النهائي.
أعلنت الاتحادات الوطنية لمنتخبات المسار الثاني (بولندا، السويد وجمهورية التشيك) عن رفضها اللعب ضد روسيا. يوم 27 فبراير، منع الاتحاد الدولي لكرة القدم روسيا من تنظيم أي مباراة دولية على أرضها، مع إقامة مباريات المنتخب الروسي في ملاعب محايدة وخلف أبواب مغلقة، بالإضافة إلى اللعب تحت اسم «الاتحاد الروسي لكرة القدم» وعدم استخدام النشيد الوطني والعلم الروسي. واصلت الاتحادات الوطنية رفضها مواجهة روسيا تحت أي اسم، بعدها، علَّق الاتحاد الدولي لكرة القدم يوم 28 فبراير مشاركة روسيا في جميع مسابقات كرة القدم، كما أعلن يوم 8 مارس عن تأهل بولندا بشكل مباشر إلى نهائي المسار الثاني. إستئنف الاتحاد الروسي لكرة القدم العقوبات التي سُلطت عليه لدى محكمة التحكيم الرياضية، غير أن طلبهم لرفع الحظر رُفض يوم 18 مارس.

## المسار الأول

### القوس
|  | نصف النهائي           | نصف النهائي |                       |   | النهائي | النهائي |
|  |                       |             |                       |   |         |         |
|  | 24 مارس 2022 – كارديف |             |                       |   |         |         |
|  |                       |             |                       |   |         |         |
|  | ويلز                  | 2           |                       |   |         |         |
|  | ويلز                  | 2           | 5 يونيو 2022 – كارديف |   |         |         |
|  | النمسا                | 1           |                       |   |         |         |
|  | النمسا                | 1           | ويلز                  | 1 |         |         |
|  | 1 يونيو 2022 – غلاسكو |             | ويلز                  | 1 |         |         |
|  |                       | أوكرانيا    | 0                     |   |         |         |
|  | إسكتلندا              | أوكرانيا    | 0                     | 1 |         |         |
|  | إسكتلندا              |             |                       | 1 |         |         |
|  | أوكرانيا              | 3           |                       |   |         |         |
|  | أوكرانيا              | 3           |                       |   |         |         |

### ملخص
| فريق 1      | نتيجة | فريق 2   |
| ----------- | ----- | -------- |
| نصف النهائي |       |          |
| إسكتلندا    | 1–3   | أوكرانيا |
| ويلز        | 2–1   | النمسا   |
| النهائي     |       |          |
| ويلز        | 1–0   | أوكرانيا |

### نصف النهائي
| إسكتلندا        | 1–3                        | أوكرانيا                                         |
| --------------- | -------------------------- | ------------------------------------------------ |
| - ماكغريغور 79' | تقرير (فيفا) تقرير (يويفا) | - يارمولينكو 33' - ياريمتشيوك 49' - دوفبيك 90+5' |

| ويلز           | 2–1                        | النمسا             |
| -------------- | -------------------------- | ------------------ |
| - بيل 25'، 51' | تقرير (فيفا) تقرير (يويفا) | - دافيس 65' (ه.ذ.) |

### النهائي
| ويلز                    | 1–0                        | أوكرانيا |
| ----------------------- | -------------------------- | -------- |
| - يارمولينكو 34' (ه.ذ.) | تقرير (فيفا) تقرير (يويفا) |          |

## المسار الثاني

### القوس
|  | نصف النهائي          | نصف النهائي |        |   | النهائي | النهائي |
|  |                      |             |        |   |         |         |
|  | ألغيت                |             |        |   |         |         |
|  |                      |             |        |   |         |         |
|  | روسيا                |             |        |   |         |         |
|  | 29 مارس 2022 – خوجوف |             |        |   |         |         |
|  | بولندا               | م/أ         |        |   |         |         |
|  | بولندا               | م/أ         | بولندا | 2 |         |         |
|  | 24 مارس 2022 – سولنا |             | بولندا | 2 |         |         |
|  |                      | السويد      | 0      |   |         |         |
|  | السويد (ب.و.إ.)      | السويد      | 0      | 1 |         |         |
|  | السويد (ب.و.إ.)      |             |        | 1 |         |         |
|  | جمهورية التشيك       | 0           |        |   |         |         |
|  | جمهورية التشيك       | 0           |        |   |         |         |

### ملخص
| فريق 1      | نتيجة        | فريق 2         |
| ----------- | ------------ | -------------- |
| نصف النهائي |              |                |
| روسيا       | م/أ          | بولندا         |
| السويد      | 1–0 (ب.و.إ.) | جمهورية التشيك |
| النهائي     |              |                |
| بولندا      | 2–0          | السويد         |

### نصف النهائي
| روسيا | ألغيت                      | بولندا |
| ----- | -------------------------- | ------ |
|       | تقرير (فيفا) تقرير (يويفا) |        |

تأهلت بولندا إلى النهائي كمرشح أوحد.
| السويد         | 1–0 (ب.و.إ.)               | جمهورية التشيك |
| -------------- | -------------------------- | -------------- |
| - كوايسون 110' | تقرير (فيفا) تقرير (يويفا) |                |

### النهائي
| بولندا                                   | 2–0                        | السويد |
| ---------------------------------------- | -------------------------- | ------ |
| - ليفاندوفسكي 49' (ركلة.) - زيلينسكي 72' | تقرير (فيفا) تقرير (يويفا) |        |

## المسار الثالث

### القوس
|  | نصف النهائي            | نصف النهائي      |                      |   | النهائي | النهائي |
|  |                        |                  |                      |   |         |         |
|  | 24 مارس 2022 – بورتو   |                  |                      |   |         |         |
|  |                        |                  |                      |   |         |         |
|  | البرتغال               | 3                |                      |   |         |         |
|  | البرتغال               | 3                | 29 مارس 2022 – بورتو |   |         |         |
|  | تركيا                  | 1                |                      |   |         |         |
|  | تركيا                  | 1                | البرتغال             | 2 |         |         |
|  | 24 مارس 2022 – باليرمو |                  | البرتغال             | 2 |         |         |
|  |                        | مقدونيا الشمالية | 0                    |   |         |         |
|  | إيطاليا                | مقدونيا الشمالية | 0                    | 0 |         |         |
|  | إيطاليا                |                  |                      | 0 |         |         |
|  | مقدونيا                | 1                |                      |   |         |         |
|  | مقدونيا                | 1                |                      |   |         |         |

### ملخص
| فريق 1      | نتيجة | فريق 2           |
| ----------- | ----- | ---------------- |
| نصف النهائي |       |                  |
| إيطاليا     | 0–1   | مقدونيا الشمالية |
| البرتغال    | 3–1   | تركيا            |
| النهائي     |       |                  |
| البرتغال    | 2–0   | مقدونيا الشمالية |

### نصف النهائي
| إيطاليا | 0–1                        | مقدونيا            |
| ------- | -------------------------- | ------------------ |
|         | تقرير (فيفا) تقرير (يويفا) | - ترايكوفسكي 90+2' |

| البرتغال                               | 3–1                        | تركيا       |
| -------------------------------------- | -------------------------- | ----------- |
| - أوتافيو 15' - جوتا 42' - نونيز 90+4' | تقرير (فيفا) تقرير (يويفا) | - يلماز 65' |

### النهائي
| البرتغال             | 2–0                        | مقدونيا الشمالية |
| -------------------- | -------------------------- | ---------------- |
| - فيرنانديز 32'، 65' | تقرير (فيفا) تقرير (يويفا) |                  |

## انضباط
يتم إيقاف اللاعب تلقائيًا في المباراة التالية بسبب المخالفات التالية:
- الحصول على بطاقة حمراء (قد يتم تمديد تعليق البطاقة الحمراء للمخالفات الخطيرة)
- تلقي بطاقتين صفراويتين في مباراتين مختلفتين من مباريات مرحلة المجموعات (يتم ترحيل تعليق البطاقة الصفراء إلى الدور نصف النهائي من الملحق، ولكن ليس التصفيات النهائية أو البطولة النهائية لكأس العالم أو أي مباريات دولية أخرى في المستقبل)

في 17 يناير 2022، بناءً على طلب من الاتحاد الأوروبي لكرة القدم، أعلن FIFA عن انتهاء صلاحية البطاقات الصفراء التي تلقاها خلال مرحلة المجموعات المؤهلة، وبالتالي منع تعليق البطاقة الصفراء لنهائيات الملحق. ومع ذلك، فإن حالات تعليق البطاقة الصفراء المتراكمة في نهاية مرحلة المجموعات المؤهلة ما زالت مستمرة إلى الدور نصف النهائي من الملحق.
سيتم تعليق الإيقافات التالية خلال مباريات الجولة الثانية من التصفيات:
| فريق     | لاعب                | المخالفة                                                  | موقوف عن المباراة                |
| -------- | ------------------- | --------------------------------------------------------- | -------------------------------- |
| مقدونيا  | إليف إلماس          | ضد ألمانيا (31 مارس 2021) · ضد آيسلندا (14 نوفمبر 2021)   | ضد إيطاليا (24 مارس 2022)        |
| مقدونيا  | تيهومير كوستادينوف  | ضد أرمينيا (11 نوفمبر 2021) · ضد آيسلندا (14 نوفمبر 2021) | ضد إيطاليا (24 مارس 2022)        |
| بولندا   | ماتيوز كليتش        | ضد أندورا (12 نوفمبر 2021) · ضد المجر (15 نوفمبر 2021)    | ضد روسيا (24 مارس 2022)          |
| البرتغال | جواو كانسيلو        | ضد لوكسمبورغ (12 أكتوبر 2021) · ضد صربيا (14 نوفمبر 2021) | ضد تركيا (24 مارس 2022)          |
| البرتغال | ريناتو سانشيز       | ضد لوكسمبورغ (30 مارس 2021) · ضد صربيا (14 نوفمبر 2021)   | ضد تركيا (24 مارس 2022)          |
| روسيا    | ألكساندر غولوفين    | ضد سلوفينيا (27 مارس 2021) · ضد كرواتيا (14 نوفمبر 2021)  | ضد بولندا (24 مارس 2022)         |
| روسيا    | فيودور سمولوف       | ضد قبرص (4 سبتمبر 2021) · ضد كرواتيا (14 نوفمبر 2021)     | ضد بولندا (24 مارس 2022)         |
| السويد   | زلاتان إبراهيموفيتش | ضد جورجيا (25 مارس 2021) · ضد إسبانيا (14 نوفمبر 2021)    | ضد جمهورية التشيك (24 مارس 2022) |
| السويد   | إميل كرافث          | ضد إسبانيا (2 سبتمبر 2021) · ضد إسبانيا (14 نوفمبر 2021)  | ضد جمهورية التشيك (24 مارس 2022) |
| ويلز     | جو موريل            | ضد إستونيا (8 سبتمبر 2021) · ضد بلجيكا (16 نوفمبر 2021)   | ضد النمسا (24 مارس 2022)         |

## وصلات خارجية
- Qualifiers – Europe، FIFA.com